# Al-Hizam al-Achdar
Al-Hizam al-Achdar (arab. الحزام الأخضر, Al-Hhizām al-Akhddar) – gmina w Libii ze stolicą w Abjar. 
Liczba mieszkańców – 86 tys.
Kod gminy – LY-HZ (ISO 3166-2).
Al-Hizam al-Achdar graniczy z 4 gminami:
- Bengazi – północny zachód
- Al Mardż – wschód
- Al Wahat – południowy wschód
- Adżdabija – południowy zachód